# Isoteniscopio

Diagrama de un isoteniscopio.

El isoteniscopio es un aparato empleado para la medición de la presión de vapor de sustancias en fase líquida. El instrumento consta de un manómetro y un recipiente en el cual se introduce la sustancia cuya presión de vapor se va a medir. La apertura del manómetro se conecta a un sensor de presión. Es necesario utilizar una célula de vacío para ajustar la presión del sistema y purificar la muestra.
El isoteniscopio es particularmente útil para el intervalo de temperaturas entre 20 y 150 °C, y para presiones de vapor entre 1 y 100 kN m-2.
- Datos: Q904499